# Neuenhammer (Georgenberg)
Neuenhammer ist Ortsteil der Gemeinde Georgenberg im Bezirk Oberpfalz im Landkreis Neustadt an der Waldnaab.

## Geographische Lage
Das Kirchdorf Neuenhammer liegt ungefähr zwei Kilometer südwestlich von Georgenberg im Zottbachtal an der Staatsstraße 2396. Südlich von Neuenhammer mündet der Schwarzbrunnenbach von rechts (Westen) in den Zottbach.

## Geschichte
Im 14. Jahrhundert hieß die Ortschaft, in der Neuenhammer lag, Ödenmühl (auch: Die Öd Mühl). Mühlen nutzten die Wasserkraft des Zottbaches schon vor dem 14. Jahrhundert. Einige dieser früh entstandenen Ortschaften gingen später wieder ein, sie wurden wüst oder öde. Die Namen dieser wüst gefallenen Orte wurden dann weiterhin als Flurname verwendet. Wenn diese Orte dann nach Jahren oder Jahrzehnten wieder neu besiedelt wurden, erhielten sie ihren alten Namen aber es wurde die Silbe Öd- vorangestellt. Auf diese Weise wurde aus ursprünglich Mühle, welche wüst gefallen war, später bei der Wiederbesiedelung Ödenmühl. Im 14. Jahrhundert wurden dann viele Mühlen zu Hammerwerken umgebaut und es wurden zusätzliche Hammerwerke neu gegründet. Zu diesen Hammerwerken gehörte Neuenhammer.
Neuenhammer gehörte Anfang des 14. Jahrhunderts zum Kloster Waldsassen. 1350 übertrug das Kloster Waldsassen den Landgrafen Ulrich II. und Johann I. von Leuchtenberg die Vogtei über Neuenhammer (Die Öd Mühl). 1352 verkaufte das Kloster Waldsassen Neuenhammer (den Hammer zu der Ödenmühl) an Ulrich, Konrad und Heinrich von Waldau.
1808 wurden Steuerdistrikte gebildet. Dimpfl war Steuerdistrikt. Zum Steuerdistrikt Dimpfl gehörten außer Dimpfl selbst die Dörfer Faislbach, Rehberg und Vorderbrünst, der Weiler Neuenhammer und die Einöden Galsterlohe und Hammermühle.
1821 gehörte Neuenhammer mit 11 Familien zur Gemeinde Bernrieth. Außer Neuenhammer gehörten zur Gemeinde Bernrieth die Dörfer Oberbernrieth mit 11 Familien, Unterbernrieth mit 19 Familien und Bibershof mit 8 Familien, der Weiher Unterfahrenberg mit 5 Familien und die Einöden Oberfahrenberg und Radwaschen jeweils mit zwei Familien. 1845 suchte der Hammerwerksbesitzer Rath um die Konzessionserteilung für eine Glasschleife an. 1936 ist hier Adolf Pohlmann tätig. Die Werksgebäude wurden 1996 abgerissen.
1867 hatte Neuenhammer 15 Gebäude und 77 Einwohner. In Neuenhammer gab es eine Kirche, eine Schule und eine Privat-Eisenhütte. Neuenhammer gehörte zur Gemeinde Bernrieth zu der außerdem Bibershof mit 45 Einwohnern und 19 Gebäuden, Birkenbühl mit 22 Einwohnern und 13 Gebäuden, Hagnmühle mit 67 Einwohnern und 7 Gebäuden, Mangelsdorf mit 17 Einwohnern und 5 Gebäuden, Oberbernrieth mit 104 Einwohnern und 45 Gebäuden, Oberfahrenberg mit 12 Einwohnern und 6 Gebäuden, Pfifferlingstiel mit 5 Einwohnern und 12 Gebäuden, Radwaschen mit 8 Einwohnern und 4 Gebäuden, Schafbruck mit 57 Einwohnern und 4 Gebäuden, Schellhopfen mit 9 Einwohnern und 3 Gebäuden, Unterbernrieth mit 12 Einwohnern und 3 Gebäuden und Unterfahrenberg mit 25 Einwohnern und 8 Gebäuden.
1964 gehörte Neuenhammer zur Gemeinde Bernrieth. Die Gemeinde Bernrieth bestand zu dieser Zeit aus den Ortsteilen Oberbernrieth, Bibershof, Birkenbühl, Hagenmühle, Mangelsdorf, Neuenhammer, Oberfahrenberg, Pfifferlingstiel, Radwaschen, Schafbruck, Unterbernrieth und Unterfahrenberg.
Am 1. Januar 1972 wurde die Gemeinde Bernrieth aufgelöst. Neuenhammer wurde in die Gemeinde Georgenberg eingegliedert. Die anderen Gemeindeteile von Bernrieth wurden auf die Gemeinden Pleystein und Waldthurn aufgeteilt.

## Das Hammerwerk in Neuenhammer

### Anfänge bis 17. Jahrhundert
Die erstmals 1043 in der Oberpfalz erwähnten Sulzbacher Grafen brachten Bergbau und Eisengewinnung in diese Gegend. Im Gebiet des Zottbaches gab es seit dem Ende des 12. Jahrhunderts Eisengewinnung. In dieser Zeit entstand das erste Hammerwerk in Neuenhammer.
Im 14. Jahrhundert bestand das Hammerwerk in Neuenhammer (damals: Ödtmühle). Außerdem gab es zu dieser Zeit Hammerwerke in Altentreswitz, Eslarn, Pleystein, Strebelhammer, Roggenstein, Schellhopfen, Gehenhammer, Lückenrieth, Gröbenstädt, Böhmischbruck und Woppenrieth.
Die Hussitenkriege 1416–1436 versetzten der aufstrebenden Eisengewinnung einen fast vernichtenden Schlag. Mit der Gründung der Großen Hammer-Einigung im Jahr 1464 begann ein neuer Aufschwung der Eisengewinnung. Dieser Aufschwung wurde auch von den zuständigen Obrigkeiten (Landgraf Friedrich von Leuchtenberg, Herzog Ludwig der Reiche, Herzog Johann, Herzog Siegmund, Pfalzgraf Otto) durch Vergabe von Bergrechten und Gründung von Eisenbergwerken nach Kräften gefördert. Mehr als die Hälfte der Erze wurde aus kleinen Gruben gewonnen. Einen Rückschlag brachte der Landshuter Erbfolgekrieg 1504/05. Danach ging der Aufschwung jedoch verstärkt weiter. Der inländische Bedarf an Eisen und Eisenblech wuchs derart schnell, dass im 16. Jahrhundert der Export von Eisen ins Ausland bei Androhung von Gefängnisstrafen verboten wurde. Dieser lebhafte Einzelhandel mit Eisen brachte die Einführung von Firmenzeichen mit sich, die in das Eisen eingeprägt wurden. Neuenhammer hatte als Zeichen einen „Sturmhut in der Pann“.
Um eine kontinuierliche und zuverlässige Eisenversorgung zu gewährleisten, schlossen die Bergwerksgesellschaften in Amberg und Sulzbach Verträge mit den Hammerwerken ab, darunter auch Neuenhammer. In diesen Verträgen wurde festgelegt, dass die Hammerwerke ihr Eisen nach Amberg liefern und im Gegenzug dafür Amberger Erz erhalten. 1609 lag der Reingewinn eines Hammers bei 400 Gulden und brachte eine Rendite von 8 %.
Einen weiteren Rückschlag brachte der Dreißigjährige Krieg. Nach Kriegsende waren von ursprünglich 83 Hammern in der Oberpfalz nur noch 29 tätig. Die anderen Hammer lagen auf Grund des Kriegsgeschehens öde.

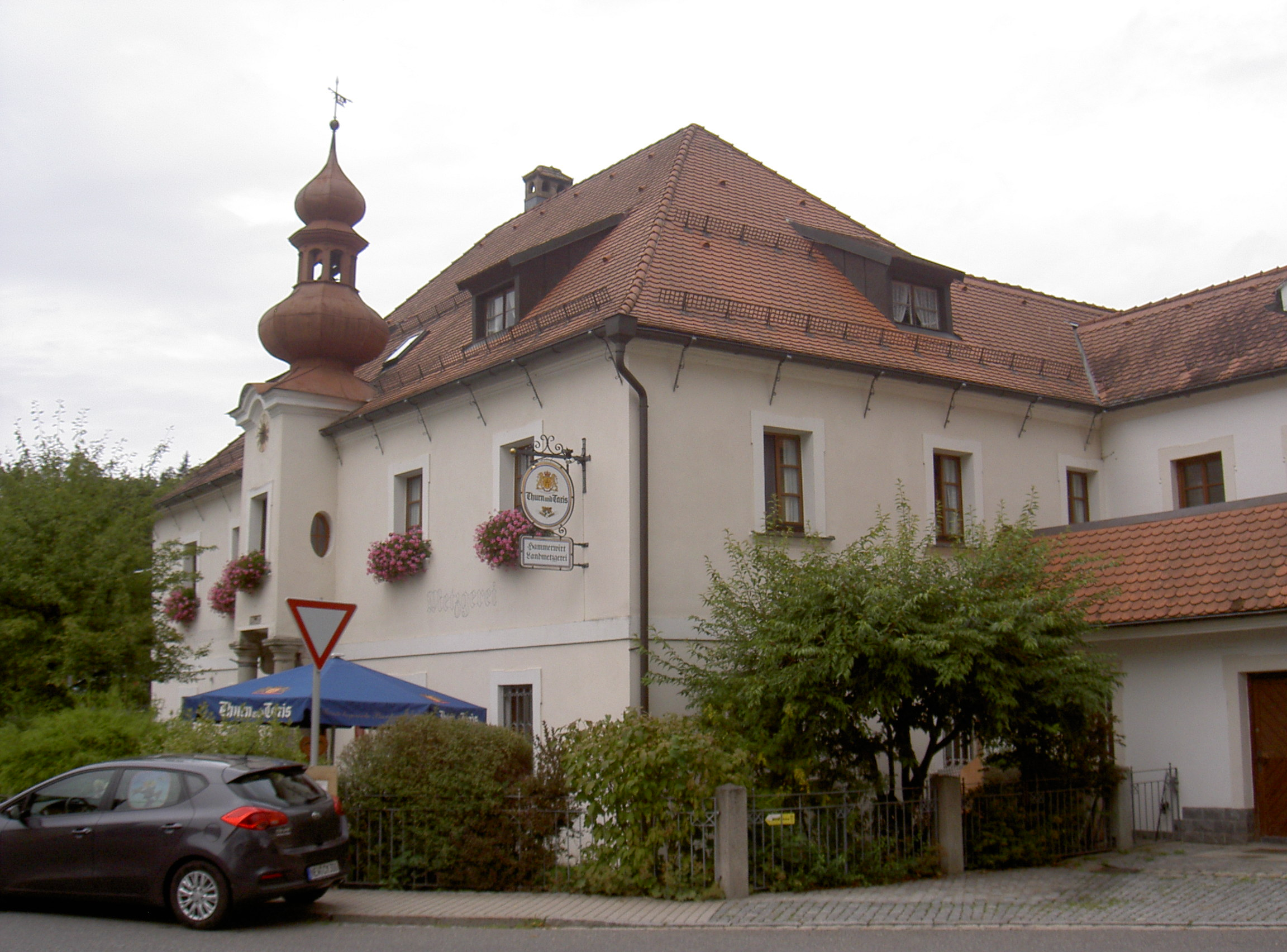
Hammerschloss Neuenhammer, heute Gasthof

### 18. Jahrhundert bis Gegenwart
Die Große Hammer-Einigung hatte zunächst einen Aufschwung in der Eisengewinnung bewirkt. Im 18. Jahrhundert behinderte ihr starres Regelwerk jedoch zunehmend Innovationen und Fortschritt und verursachte neben anderen Faktoren den Niedergang des oberpfälzer Hammerwesens. Hammermeister Frank kaufte Anfang des 18. Jahrhunderts die Ödtmühle (= Neuenhammer) mit Schmied- und Brennherd, zwei Eisenhammer und einem Pucherhammer vom Fürsten Lobkowitz. Er stellte einen Antrag auf den Bau eines Hochofens. Dieser wurde jedoch erst nach 60 Jahren genehmigt. Die Hammereinigung war starr auf Schmiedeeisen und Bleche ausgerichtet und verhinderte die Errichtung von Stuck- und Hochöfen, die anderswo (Schweden, Österreich) schon zur Stahl- und Eisenproduktion eingesetzt wurden.
Zwischen 1722 und 1738 war Niclas Frank Eigentümer von Neuenhammer. Bereits 1481 war ein Wilhelm Frank Eisenhändler in Regensburg. Er erwarb einen Teil des Zehenterzes zu Sulzbach. Durch Heirat seiner Söhne mit den Töchtern der Hammerherren Schreyer aus Nürnberg erweiterte Frank den Einfluss seiner Familie in der Eisengewinnung. Schließlich heiratete die letzte Tochter der Familie Frank den aus Wiesau-Falkenberg stammenden Johann Michael Eduard Rath, der das Hammerwerk Neuenhammer übernahm.
Anfang des 19. Jahrhunderts gerieten die Eisenwerke der Oberpfalz in Schwierigkeiten. Einige Gründe dafür waren die schlechte Verkehrsanbindung, die altmodischen Hammerwerke und Miniaturhochöfen und die Holzkrise. 1820 begann man in Neuenhammer der knapp gewordenen Holzkohle Torf als Brennmaterial zuzusetzen. Bis zum Ende des 19. Jahrhunderts wurden viele Hammerwerke in Glasschleifen und Polierwerke umgewandelt.
1833 kaufte Johann Michael Eduard Franz Rath das Hammergut Neuenhammer. Zusammen mit seiner Frau Theresia bewirtschaftete er es 31 Jahre lang, baute die Kirche und setzte sich für den Bau einer neuen Schule ein.
1845 beantragte Eduard Rath beim Bezirksamt Vohenstrauß die Bewilligung einer Glasschleife und Poliere. 1853 beantragte der Papiermüller Jakob Pausch die Umwandlung seiner Papiermühle in Neuenhammer in eine Glasschleife. 1855 gab es in Neuenhammer vier Glasschleifen.
1864 verkaufte Eduard Rath den gesamten Besitz an Michael Sichert und Wolfgang Wild. Über die Familie Wild gelangte das Hammergut 1881 in den Besitz der Familie Gmeiner.
1887 betrieb die Firma Kupfer&Glaser eine Spiegelschleife in Neuenhammer.
Durch Heirat und Erbe kam das Hammergut schließlich 1951 an die Familie Maurer, in deren Besitz es sich noch heute (2015) befindet. Nach einer Bestimmung von Johann Michael Eduard Franz Rath ging bei den Verkäufen die Kirche kostenlos an den neuen Besitzer über.

## Religion
1678 gehörte Neuenhammer zur Pfarrei Waldkirch. Die Pfarrei Waldkirch war schon im 1482 von Zisterziensermönchen des Klosters Waldsassen gegründet worden.
Später gehörte Neuenhammer zur Pfarrei Waldthurn. 1788 wurde die Pfarrei Neukirchen zu St. Christoph gegründet. In den darauffolgenden Jahren wurde ein Teil von Neuenhammer in die Pfarrei Neukirchen zu St. Christoph umgepfarrt. Der andere Teil von Neuenhammer blieb zunächst in der Pfarrei Waldthurn.
1838 gehörten 4 Häuser und 31 Katholiken von Neuenhammer zur Pfarrei Neukirchen zu St. Christoph und 4 Häuser und 49 Katholiken und die neu erbaute Schlosskirche in Neuenhammer gehörten zur Pfarrei Waldthurn. Neuenhammer war zu dieser Zeit zu 100 % katholisch.
1913 gehörten 4 Häuser und 36 Katholiken von Neuenhammer zur Pfarrei Neukirchen zu St. Christoph und 5 Häuser und 56 Katholiken und die Schlosskirche in Neuenhammer gehörten zur Pfarrei Waldthurn. Die Pfarrei Neukirchen zu St. Christoph hatte zu dieser Zeit 1474 Katholiken und 6 Protestanten, die Pfarrei Waldthurn hatte 2223 Katholiken und 2 Protestanten.
1996 wurde der Teil von Neuenhammer, der bisher noch zu Waldthurn gehört hatte, auch in die Pfarrei Neukirchen zu St. Christoph umgepfarrt. Es lebten nun 123 Katholiken in Neuenhammer. Die Pfarrei Neukirchen zu St. Christoph hatte zu dieser Zeit 1541 Katholiken und 24 Nichtkatholiken.

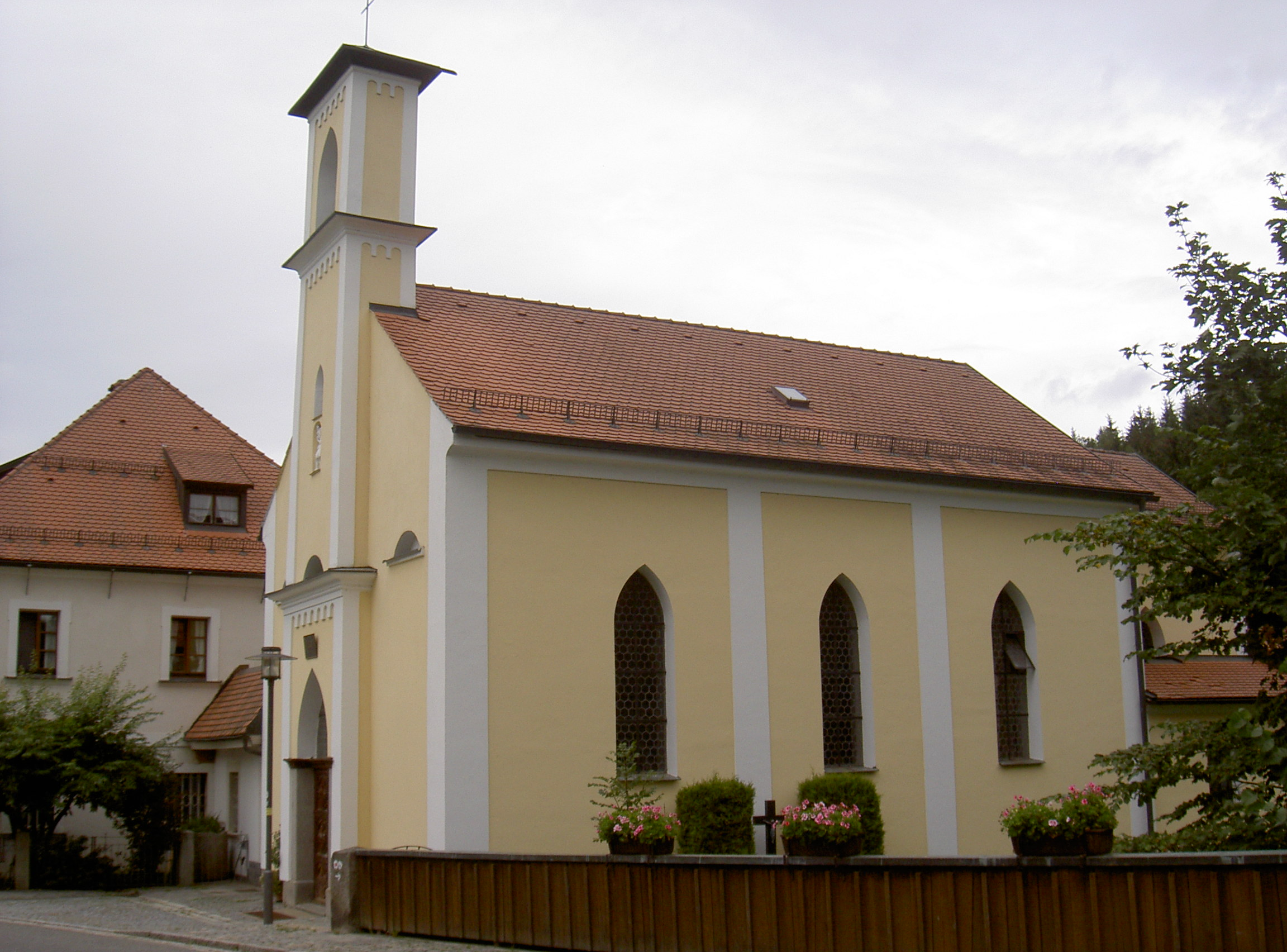
Kirche Unsere Liebe Frau in Neuenhammer

### Kirche Unsere Liebe Frau
1837 wurde unter Bauleitung des Hammerschlossbesitzers Johann Michael Eduard Franz Rath die Schlosskirche in Neuenhammer gebaut und am 15. Juli 1837 der Jungfrau Maria von Bischof Franz Xaver von Schwäbl geweiht. Bischof Franz Xaver von Schwäbl war ein Studienfreund des Gutsbesitzers Johann Michael Eduard Franz Rath. Letzterer wollte eigentlich nur eine kleine Hauskapelle für sich, seine Familie und seine Angestellten bauen, entschloss sich dann aber auf Anraten des Bischofs zum Bau dieser größeren Kirche. Neuenhammer lag nämlich von den beiden benachbarten Pfarreien Waldthurn und Neukirchen zu St. Christoph jeweils 5 bzw. 4,5 Kilometer entfernt. Dieser lange Weg war besonders im Winter bei hohem Schnee nur schwer zu bewältigen, so dass die Bewohner von Neuenhammer und den umliegenden Weilern nicht den Gottesdienst besuchen konnten.
Die Kirche wurde seitlich an das Hammerschloss angebaut. Von einer verglasten, beheizbaren Stube im Dachgeschoss des Hammerschlosses aus konnte der Gottesdienst in der Kirche von der Familie des Hammerherren mitverfolgt werden. In dieser sogenannten Kirchenstube wurde um 1890 auch der Schulunterricht gehalten.
Da der Untergrund durch den nahen Zottbach sumpfig war, wurde die Kirche auf Eichenpfählen errichtet. Der spätbarocke Hochaltar aus der Zeit um 1720 wurde von Bischof Schwäbl gespendet. Er stand ursprünglich wahrscheinlich im Dom zu Regensburg aus dem ihn König Ludwig I. 1834 entfernen ließ.

## Sehenswertes
Das ehemalige Hammerschloss aus dem 17. Jahrhundert, in dem sich heute (2015) ein Gasthof und eine Metzgerei befindet, und die daran angebaute Schlosskirche aus dem 19. Jahrhundert stehen unter Denkmalschutz.